# 雖然是玻璃假面
《雖然是玻璃假面》（日语：ガラスの仮面ですが）是改編自美內鈴惠的漫画作品《玻璃假面》並於2013年4月開始播放的電視動畫。另外預定同年6月上映動畫電影。
2013年4月7日播放大約3分30秒的短編Flash動畫。「祝50集發售（するかもしれない）記念」。第1季以3話結束、接著速水真澄的大都藝能成為節目贊助商後的4月28日開始播放第2季《雖然是玻璃假面Z》。

## 概要
本作是以原本在劇場的世界中作為舞台的《玻璃假面》登場人物「如果在其他方面很活躍……」為題材的動畫作品。
原作者美内表示「如果不有趣就不行，但在讀完劇本後令我大笑。如果有趣而去作『這樣的精神』與原作的作風是共通的」。另外創作出戲仿小説《玻璃假面殺人事件》的辻真先表示本作會動畫化是因為「由於原作漫畫相當穩重，就算稍微玩弄一下也依然不會有任何動搖。因此能夠被人玩弄才是作為名作的證據」。

## 故事大綱

### 雖然是玻璃假面
女暴走族編
如果北島真夜及姫川亞弓成為女暴走族‧「紅天女」的成員的狀況。
- 女暴走族1 - 紅天女オンディーヌ支部長－姫川亞弓及紅天女月影支部長－北島真夜賭上總長位置而以機車對決。在對決中，警官－速水真澄介入阻止…卻沒成功。接著紅天女初代總長－月影千草出現並且指責她們騎機車的方法不對，兩人開始進行風一般的機車對決。
- 女暴走族2 - 再次約定勝負的真夜與亞弓，由於真夜的機車被偷，因此兩人反而開始展開空氣機車對決。

OL編
真夜及亞弓是速水真澄課長手下的OL的狀況。
- OL1 - 玻璃商事營業二課的姫川亞弓苦於一直難以取下縫在內褲上的標籤而苦惱，連營業二課主任月影千草也束手無策，営業二課北島真夜看到表是非常擅長處理這種事，就在看似要順利去下時卻弄巧成拙了。接著另一位同事高宮紫織出手幫忙，卻因為討厭紫玫瑰而剪掉了印有紫玫瑰的內褲。最後真夜為了道歉而拿了動物圖案的內褲給亞弓，但反而被速水真澄看到...

### 雖然是玻璃假面Z
- 第1話 - 傳說的小酒店「紅天女」的女老闆－月影老師帶來新人女公關－北島真夜將與紅牌女公關・姫川亞弓一起競爭。接著客人魔鬼社長－速水來到店內，2人因此展開激烈的鬥爭要讓他掏出鉅額出來。
- 第2話 - 大相撲春季賽決賽日在解説－月影千草，觀眾－速水真澄、櫻小路優、鷹宮紫織等人的見證下，北之島與姫之川以大關身分互相進行對決。雙方先灑鹽變出大海與海豚，接著又陸續出現虎與龍，魚夫和人魚及妻兒，最後真正的對決要等到夏季比賽時展開。
- 第3話 - 真夜（吐嘈）與亞弓（耍呆）所組成的女性搞笑團體「紅★てんにゅーず」。真夜無法完全發揮實力，原因是因為紫玫瑰先生是觀眾而感到害羞所致。月影千草老師跟著出現，要真夜戴上女藝人的假面，結果讓真夜的猛烈吐嘈魂因此甦醒，但最後依然無法對紫玫瑰先生送來的東西吐嘈。
- 第4話 - 為阻止到處作惡的秘密組織黑之月影，水手假面登場，但黃之月亮－亞弓卻因為從高處跳下而摔斷腿，另一位水手假面粉紅隕星－真夜於大樓頂燈場，但搭電梯從大樓頂下來而要花上半小時的時間，最終黑之月影等不下去而撤退。
- 第5話 - 帶著猴子（乙部のりえ）褡乘魔法飛毯（桜小路優）的阿拉丁（姫川亞弓），在影片出租店的特價區中發現魔法神燈（速水真澄）並且呼喚出精靈（北島真夜）出來，希望她能讓自己變成出色的女演員。但由於精靈要求要從基礎開始訓練，讓阿拉丁因此放棄。
- 第6話 - OL篇續集。OL亞弓對於真夜午餐只有白飯和一顆蛋感到吃驚，透過月影才知道是TKG（雞蛋拌飯），自己也因此打算被雞蛋拌飯的美味所俘虜。
- 第7話 - 在女子足球聯盟爭奪第一名的決賽中。主播是梅原，球評是月影千草。分別由在全部比賽中都演出帽子戲法的姫川亞弓選手為代表的「オンディーヌ大都藝能」隊，以及號稱能夠擔任任何位置而以北島真夜一個人為代表的「ツキカゲFC」。開球開始時，就讓北島在尚未搶到球的情況下，以演技表現出「看不見的球」搶先射門得分。接著北島更是扮演比利再次以看不見的球射門得分，最後讓不甘認輸的姬川也跟著她一起演出爭奪看不到的球。
- 第8話 - 內容帶有1970年代少女漫画風格。有點笨卻又迷人的17歲女高中生－北島真夜因為趕著上學，結果左右襪不對稱還帶著1斤重的吐司麵包在街上奔跑著，並因此遇上仰慕的學長－速水真澄，兩人就這樣一邊聊著吐司麵包的話題一邊講些小笑話而奔跑著。
- 第9話 - OL篇續集。有新社員－麻生舞加入到玻璃商事。自稱為舞，雖然有些天然呆卻又腹黑，而且還看上帥氣社員的櫻小路優，結果竟然被她遇上更天然呆的真夜。
- 第10話 - 沙利文老師（姫川歌子）是海倫·凱勒（姫川亞弓）的老師，一直辛苦地教導她。亞弓因為叉子使用不當而弄傷歌子，歌子因此暴走使用連續拳擊，結果亞弓從口中發射光線向歌子反擊，歌子也為了反抗而從手中發出光線。在兩人進行像是七龍珠般的死鬥的最後，北島真夜則是為了召募而暗中使用望遠鏡觀查中。
- 第11話 - 月影先生「千のアカウントを持つ女」になるべくスマホを与えられた北島マヤは孫○義に見えるくらいに一心不乱に操っていた。月影先生は1巻で千の仮面を持つと言ったにも関らず千の役を演じないまま紅天女編になってしまいこのままでは最終巻までに千の仮面を達成することができないためネット上で他人を演じさせ、今やアルファツイッタラーと呼ばれる多くがマヤになっていた。一方で姫川亜弓は努力してアルファツイッタラーを得ており、ツイッター芸人はるかぜちゃんの中の人を演じるだけで一杯一杯だった。
- 第12話 - 為水手假面的續集。粉紅隕星為了向邪惡組織黑色月影報上名號，以及右腳雖包著石膏但為了華麗登場從高處彈簧床跳下造成左角也骨折的黃之月亮。為了不輸給黃色月亮的氣勢，粉紅隕星跑到高樓報上名號，而黃之月亮則跑到更高的的大樓，為了對抗粉紅隕星更在大樓上蓋了一座羅馬式建築……。結果看著這一切且被晾在一旁的黑色月影又帶著驚訝的表情而回去。
- 第13話 - OL編續集。作為準職員而進入公司的乙部のりえ為了成為正式職員而一直想要趕走真夜，但結果真夜實際上是工作7年的準職員，還有工作35年的準職員阿局－月影前輩更只是名勞動派遣者，就連制服也是拿來角色扮演。
- 第14話 - 玻璃假面的角色們都變成關東煮。北島真夜是受小孩子歡迎的雞蛋（水煮蛋），櫻小路優是受女孩子歡迎的白蘿蔔，懷抱嫉妒的年輕社長速水真澄是章魚，秘書水城冴子是蒟蒻，不讓真澄離開的鷹宮紫織是麻糬，然後最後才登場的姬川亞弓則是竹輪。

## 登場人物
- 北島真夜、月影千草 - 中根久美子
- 姬川亞弓、鷹宮紫織 - 白石晴香
- 速水真澄、主播（ウメハラ）、戰鬥員、ばあや -- 高橋伸也
- 櫻小路優、司儀、送貨員、老婆婆、上班族 - 後藤ヒロキ
- 麻生舞 - 葉山いくみ
- 水無月沙也加 - 春名風花
- 青木麗、乙部のりえ - 水原薰
- 黑沼龍三 - べんぴねこ
- 老師、男A - 高見澤俊彦

## 工作人員
- 原作 - 美內鈴惠（白泉社）
- 導演 - 朝日恵里（1）、谷東（Z）
- 製作人 - 中島純、井上勝哉、中島英貴、岩本隆宏（1）、原田拓朗（Z）、白木薫（Z）
- 作業製作人 － 後藤阿梨紗（Z）
- 助理製作人 - 趙天香（1）、合田薫（1）、須貝裕太朗（1）、岩本隆宏（Z）
- 音樂制作 - 烏田晴奈（Z）、加藤久貴（Z）
- 音響監督 - はたしょう二（Z）
- 動畫製作 - DLE
- 製作・著作 - 「雖然是玻璃假面」製作委員会
- 提供 - 波麗佳音（1、Z）、DLE（1、Z）、TwellV（1）、白泉社（1）、大都芸能（Z）

## 主題曲
片尾曲「ガラスの仮面ですが 〜Another myself〜」（第1期：第1-3話、Z：第1-9話）
作詞・作曲・編曲・サウンドプロデュース - 村井大 / 歌 - 柳麻美
片尾曲2 《ガラス・マスカレード》 （Z：第10-14話）
作詞- mildsalt / 作曲- 福本公四郎 / 編曲- 村井大 / 歌- 五条真由美

## 各話列表
| 話數            | 標題           | 翻譯                                        | 劇本                  | 分鏡           | 作画 （作画監督）                                          |
| 雖然是玻璃假面  | 雖然是玻璃假面 | 雖然是玻璃假面                              | 雖然是玻璃假面        | 雖然是玻璃假面 | 雖然是玻璃假面                                             |
| --------------- | -------------- | ------------------------------------------- | --------------------- | -------------- | ---------------------------------------------------------- |
| 第1話           |                | 女士們1 爆發！女人們的激烈抗爭              | 野々村友紀子          | -              | ともえ、ひのもとめぐる 不破希海、長月まお （小野原正明）   |
| 第2話           |                | OL1 亞弓的內衣與煩惱                        | 野々村友紀子          | -              | ともえ、ひのもとめぐる 不破希海、長月まお （小野原正明）   |
| 第3話           |                | 女士們2 暴走黑暗默劇停不下來！              | 野々村友紀子          | -              | ともえ、ひのもとめぐる 不破希海、長月まお （小野原正明）   |
| 雖然是玻璃假面Z |                |                                             |                       |                |                                                            |
| 第1話           |                | 紅天女酒館                                  | 野々村友紀子          | -              | 鈴木隆輔、大宮一仁 國領恵実香、高道麻樹子 宮川珠美         |
| 第2話           |                | 千秋樂                                      | 福田晶平 谷東         | たけはらみのる | 鈴木隆輔、大宮一仁 國領恵実香、宮川珠美 宮本陽子、渡部龍一 |
| 第3話           |                | 女藝人真耶的憂鬱                            | 野々村友紀子          | たけはらみのる | 鈴木隆輔、大宮一仁 國領恵実香、宮川珠美 宮本陽子、渡部龍一 |
| 第4話           |                | 水手假面                                    | 野々村友紀子          | たけはらみのる | 鈴木隆輔、大宮一仁 國領恵実香、宮川珠美 宮本陽子、渡部龍一 |
| 第5話           |                | 阿拉丁                                      | 森正伸                | たけはらみのる | 鈴木隆輔、大宮一仁 國領恵実香、宮川珠美 宮本陽子、渡部龍一 |
| 第6話           |                | 一個人吃飯                                  | 福田晶平              | 細井真木       | 鈴木隆輔、國領恵実香 宮川珠美                              |
| 第7話           |                | 朋友就是球                                  | 野々村友紀子 徳田久嗣 | -              | 大宮一仁、國領恵実香 宮川珠美、真鍋良平 菅野耕太、吉本麻衣 |
| 第8話           |                | 吃掉吐司的女高中生和 碰上吐司邊的致命的甚麼 | 大宮一仁              | 大宮一仁       | 大宮一仁                                                   |
| 第9話           |                | 上班族女郎Z                                 | 野々村友紀子          | 西山司         | 西山司 MATSUMO                                             |
| 第10話          |                | 海倫·凱勒Z                                  | 岸本卓                | たけはらみのる | 國領恵実香、宮川珠美 たけはらみのる                        |
| 第11話          |                | 擁有一千個帳號的少女                        | 春名風花              | たけはらみのる | 西山司、宮川珠美 たけはらみのる                            |
| 第12話          |                | 水手假面UC                                  | 野々村友紀子          | -              | 西山司、宮川珠美 MATSUMO                                   |
| 第13話          |                | 上班族女郎UC                                | 野々村友紀子          | -              | 西山司、宮川珠美 MATSUMO                                   |
| 第14話          |                | 黑輪                                        | 野々村友紀子          | たけはらみのる | 西山司、宮川珠美 たけはらみのる                            |

## 電影版
『雖然是玻璃假面 THE MOVIE 女間諜之戀！紫玫瑰是危險的香味？！』（日语：ガラスの仮面ですが THE MOVIE 女スパイの恋! 紫のバラは危険な香り!?）是預定在2013年6月22日於全國上映的動畫電影。配音員以電視版為準。客串者有高見澤俊彦（THE ALFEE）。

### 故事內容
預告：真夜、亞弓、以及月影千草三人組成間諜組織「紅天女」、日夜處理著任務。有天三人們被下了一個命令。要奪回由国際竊盜集團「怨ディーヌ」所盜走的「鑽石假面」。（→結果完全不是這樣的故事）
由於電影公佈預告時故事劇本尚未定案，只確定會有間諜元素，最後其實是月影老師遭人綁架，真夜和亞弓化身間諜打擊罪犯、拯救月影老師及地球，充滿愛、正義及歡笑的故事！？
影片開始含有「2分鐘看懂玻璃假面」的短片，讓沒看過漫畫的人也能快速了解角色的個性及關係。

### 登場人物
- 真夜（綽號「The Nature」） - 中根久美子
- 亞弓（綽號「The Beauti」）- 白石晴香
- 月影（綽號「The Moon」） - 中根久美子
- 小野寺（怨ディーヌ總統）
- 舞（敵人） - 葉山いくみ
- 紫織（敵人）
- 速水真澄（神秘狙擊手） - 高橋伸也
- ティエリ・アル・テンセン（完熊ジャパン第2代社長/敵方首領） - 高見澤俊彦（THE ALFEE）

### 工作人員
- 導演 - 篠原由佳里
- 劇本 - 野野村友紀子
- 動畫製作 - DLE
- 發行 - 波麗佳音
- 製作・著作 - 「雖然是玻璃假面」製作委員会（波麗佳音、DLE、TwellV、白泉社）

### 主題曲
「仮面の宴」
歌 - Takamiy（高見澤俊彦）

## 外部連結
- 官方網站 - 波麗佳音
- BS12 TwellV(トゥエルビ) （页面存档备份，存于）
- 雖然是玻璃假面 官方的X（前Twitter） - 負責推特的是登場人物中的「乙部のりえ」。